# Minkler (Washington)
Minkler az Amerikai Egyesült Államok északnyugati részén, Washington állam Skagit megyéjében elhelyezkedő önkormányzat nélküli település.
Minkler postahivatala 1903 és 1914 között működött. A település névadója B. D. Minkler politikus.

## Fordítás
- Ez a szócikk részben vagy egészben  a   Minkler, Washington című angol Wikipédia-szócikk ezen változatának fordításán alapul.  Az eredeti cikk szerkesztőit annak laptörténete sorolja fel. Ez a jelzés csupán a megfogalmazás eredetét és a szerzői jogokat jelzi, nem szolgál a cikkben szereplő információk forrásmegjelöléseként.